# Swarley (Így jártam anyátokkal)
A Swarley az Így jártam anyátokkal című televízió-sorozat második évadának hetedik epizódja. Eredetileg 2006. november 6-án vetítették, míg Magyarországon 2008. november 11-én.
Ebben az epizódban Marshall először megy randira a Lilyvel történt szakítását követően. Mindeközben Barney kap egy új becenevet, nagy bosszúságára.

## Cselekmény
A fiúk egy kávézóba mennek, ahol Ted megjegyzi, hogy az egyik eladólánynak, Chloe-nak nagyon tetszik Marshall, mert egy kis szívecskét rajzolt a neve mellé a papírpoharára. Feltételezi, hogy ez azért is lehet még így, mert mindig nevet azon a béna viccén a sütőtökös lattéról. Marshall kicsit bátortalanul bepróbálkozik, és megkapja a telefonszámát. Később, amikor bemutatja Chloe-t Barneynak és Tednek, ők azt mondják neki, hogy ne foglalkozzon vele, mert "paraszeme" van, azaz a jövőben mentálisan instabil lehet. Barney egyszer úgy járt egy paraszemű lánnyal, hogy az édeshármast akart vele és a teddymacijával, Ted egyik randija pedig egyszer összetört egy autót, csak mert majdnem nekik ment. Marshall nem hallgat rájuk.
Másnap dolgozatírás közben Chloe kétségbeesetten hívja fel Marshallt, hogy jöjjön érte, mert egy sánta púpos alak követi. El is megy, majd felviszi a lakására, ahol az őt és Lilyt ábrázoló egyik kis képecske váratlanul (vagy Chloe által szándékoltan) eltörik. Chloe megpróbálja megcsókolni Marshallt, ám ebben a pillanatban közéjük vetődik a lakásban rejtőzködő Lily. Bemutatkozik, és aztán szomorúan és sírva kimegy a lakásból. Marshall utánaered, Chloe-t pedig a lakásban hagyja.
Lily megvallja Marshallnak, hogy megrémítette a gondolat, hogy Marshall egy másik nővel randizik. Bár Ted azt mondta neki is, hogy paraszeme van, ő úgy döntött, megnézi magának. Mivel esett az eső és nem akarta, hogy meglássák, egy kabáttal takarta el magát, ami elfedte a könyves hátizsákját is, így púposnak látszott. Mivel a térdét is beütötte, így sántított is, így követte Chloe-t. A kettejüket ábrázoló képet is véletlenül ő törte össze, amikor beszökött a lakásba. Marshall, amikor ezt hallja, bevallja, hogy Lilynek van a legrémisztőbb paraszeme a világon, de úgy gondolja, ő ennek ellenére is szereti őt.
Ted, aki éppen akkor jön haza, ugyanazt tapasztalja, mint fél évvel azelőtt: Marshall a lépcsőn ül. De most nem szomorúan a szakítás után, hanem vidáman, mert újra összejöttek. Amikor felmennek a lakásba, azt látják, hogy az egész fel van forgatva. Chloe azt mondja, hogy az elveszett kulcsait kereste – amik pedig ott vannak előtte az asztalon. Ezután gyorsan távozik, bizonyítva a "paraszem" teóriát.
Az epizód során visszatérő geg Barney neve. Ugyanis amikor a kávézóban voltak, Chloe tévedésből Swarley-t írt a poharára. Barney hiába próbál tiltakozni ellene, mindenki így szólítja őt. Az epizód legvégén Chloe tévedésből Rolandnak szólítja Robint is, amit Barney próbál arra használni, hogy megfordítsa a dolgokat, sikertelenül. A rész végén Barney bemegy a bárba, ahol mindenki egyszerre kiáltja, hogy "Swarley", majd Carl lejátssza a "Where Everybody Knoes Your Name" című dalt.

## Kontinuitás
- Marshall és Lily a "Ne már" című epizódban történt szakításuk óta most vannak újra együtt. Ez az első és egyetlen alkalom, amikor Marshall egy másik lánnyal is randizott.
- Lily a "Villásreggeli" című részben történteket is felemlegeti.
- Marshall a "Cukorfalat" című részben már utalt arra, milyen valakit paraszemekkel riogatni.
- Először jelenik meg, képernyőn kívül, Robin anyja.

## Jövőbeli visszautalások
- A "Nyílt kártyákkal" című részből újabb részletek derülnek ki erről az estéről.
- Ted megemlíti, hogy amikor Robin szexet akar, olyankor megharapja az alsó ajkát, félénken oldalra néz, és kirakja a melleit. Ugyanezt csinálja Robin a "Let's Go To The Mall" videóklipjében a "Pofogadás" című epizódban.
- A "Kiárusítás" című részben Lily egyik festményét az epizódban szereplő kávézó kapja meg.
- A "Vulkanikus" című részben amikor Barney "A menyasszony 2" című film nézése közben "Marshall"-on poénkodik, ismét Swarley-nak szólítják őt.

## Érdekességek
- A nyitójelenet a Jóbarátok című sorozat kifigurázása, ugyanis amikor a kávézóban vannak, Ted, Marshall és Barney megjegyzik, hogy egy kávézóban lógni nem olyan jó buli, mint egy bárban.
- Az utolsó jelenet a Cheers című sorozat alapján készült. A dal, ami szól, a sorozat főcímdala, a kamera látószöge ugyanaz, mint a sorozatban. Még a stáblistát is lecserélték, csak erre az egy alkalomra.
- A Chloe munkatársát, Scottot játszó Tom Lenk szerepelt együtt Alyson Hannigannel a "Buffy, a vámpírok réme" című sorozatban.
- A sütőtök-sör poént és Lily arra való reagálását Jason Segel és Alyson Hannigan is improvizálták.

## Vendégszereplők
- Morena Baccarin – Chloe
- Tom Lenk – Scott

## Zene
- Helen Reddy – I Am Woman
- Gary Portnoy – Where Everybody Knows Your Name
- The Explorers Club – Forever

## Fordítás
- Ez a szócikk részben vagy egészben  a   Swarley című angol Wikipédia-szócikk ezen változatának fordításán alapul.  Az eredeti cikk szerkesztőit annak laptörténete sorolja fel. Ez a jelzés csupán a megfogalmazás eredetét és a szerzői jogokat jelzi, nem szolgál a cikkben szereplő információk forrásmegjelöléseként.| - m - v - sz « előző Így jártam anyátokkal 2. évad következő »                                                                                                                                                                                                                                                                                                                                                       | - m - v - sz « előző Így jártam anyátokkal 2. évad következő » |
| --- | -------------------------------------------------------------- |
| - Az Így jártam anyátokkal epizódjainak listája |                                                                |
| - Hol is tartottunk? - A skorpió és a varangy - Villásreggeli - Ted Mosby, az építész - A világ legjobb párosa - Jogi praktikák - Swarley - Atlantic City - A pofogadás - Szingliszellem - Hogyan lopta el Lily a karácsonyt - Először New Yorkban - Oszlopok - A hétfő esti meccs - A szerencsepénz - Cuccok - Arrivederci, Fiero - A költözés - A legénybúcsú - Nyílt kártyákkal - Valami kölcsönvett - Valami kék |                                                                |